# 레드 씨 다이빙 리조트
레드 씨 다이빙 리조트(The Red Sea Diving Resort)는 캐나다, 미국에서 제작된 기디온 래프 감독의 2018년 드라마, 스릴러 영화이다. 헤일리 베넷 등이 주연으로 출연하였고 기디온 래프 등이 제작에 참여하였다. 이 영화는 1984~1985년에 있던 이스라엘의 모세 작전, 여호수아 작전의 사건들에 어느 정도 기반을 둔다.
레드 씨 다이빙 리조트는 2019년 7월 31일 넷플릭스를 통해 개봉하였다. 이 영화의 평론가의 평가는 대체로 부정적인 반면 대중들은 훨씬 더 긍정적이었다.

## 출연

### 주연
- 헤일리 베넷
- 크리스 에반스
- 알로나 탈
- 미치엘 휘즈먼
- 벤 킹슬리
- 그렉 키니어

### 조연
- 마이클 K. 윌리엄즈
- 알렉산드로 니볼라
- 알렉스 하셀
- 크리스 초크
- 마크 이바니어
- 칼 타닝
- 패트릭 라이스터
- 차드 필립스
- 대니 케오이